# Magnolia garrettii
Magnolia garrettii este o specie de plante din genul Magnolia, familia Magnoliaceae. A fost descrisă pentru prima dată de William Grant Craib, și a primit numele actual de la Venkatachalam Sampath Kumar. Conform Catalogue of Life specia Magnolia garrettii nu are subspecii cunoscute.